# Aérodrome de Pukarua
L'aérodrome de Pukarua (code IATA : PUK • code OACI : NTGQ) se trouve sur l'atoll de Pukarua dans l'archipel des Tuamotu en Polynésie française.

## Historique
Inauguré en 1979, la piste de l'aérodrome est rallongée de 900 à 1 200 mètres en avril 2006.

## Situation
| Nengo-Nengo Marutea-Sud Nukutepipi Ahe Anaa Apataki Arutua Hiva Oa Bora-Bora Tahiti-Fa'a'ā Faaite Fakarava Fangatau Hao Fakahina Hikueru Huahine Kaukura Katiu Kauehi Makemo Manihi Mataiva Maupiti Moorea Napuka Niau Nuku Hiva Nukutavake Puka-Puka Pukarua Raiatea Raivavae Rangiroa Raroia Reao Rimatara Rurutu Takapoto Takaroa Takume Tatakoto Tikehau Totegegie Tubuai Tureia Ua Huka Ua Pou Vahitahi |

## Compagnies aériennes
Air Tahiti est la seule compagnie régulière à desservir l'aéroport [réf. nécessaire].

## Statistiques
Pour des raisons techniques, il est temporairement impossible d'afficher le graphique qui aurait dû être présenté ici.

Voir la requête brute et les sources sur Wikidata.
| Année | Passagers |
| ----- | --------- |
| 1998  | 1 134     |
| 1999  | 1 164     |
| 2000  | 1 088     |
| 2001  | 1 354     |
| 2002  | 1 080     |
| 2003  | 1 049     |
| 2004  | 1 089     |
| 2005  | 1 198     |
| 2006  | 2 367     |
| 2007  | 2 975     |
| 2008  | 3 274     |
| 2009  | 3 100     |
| 2010  | 3 336     |
| 2011  | 2 359     |
| 2012  | 1 777     |
| 2013  | 1 744     |
| 2014  | 1 852     |
| 2015  | 1 824     |
| 2016  | 1 757     |
| 2017  | 1 863     |